# Schultesianthus coriaceus
Schultesianthus coriaceus är en potatisväxtart som först beskrevs av O.K., och fick sitt nu gällande namn av A.T. Hunziker. Schultesianthus coriaceus ingår i släktet Schultesianthus och familjen potatisväxter. Inga underarter finns listade i Catalogue of Life.